# 前宮村
前宮村（まえみやむら）はかつて岐阜県稲葉郡に存在した村である。

## 概要
村名は前渡村、若宮村から一文字ずつとった合成地名である。
現在の各務原市の前渡北町、前渡東町、前渡西町、山脇町、下切町などに該当する。

## 大字
- 前渡
- 若宮

## 歴史
- 江戸時代、この地域は旗本坪内氏領であった。
- 1897年（明治30年）4月1日 - 前渡村、若宮村が合併し前宮村になる。
- 1955年（昭和30年）2月11日 - 羽島郡中屋村と稲葉郡更木村と合併し、稲羽町になる。

## 教育
- 前宮村立前宮小学校 （現・各務原市立稲羽東小学校）
- 前宮村立前宮中学校

## 神社・仏閣
- 仏眼院（前渡不動尊）
- 神明神社
- 若宮神社

## 交通
- 草井渡船（木曽川の渡船）